# Ейтенз (Луїзіана)
Ейтенз (англ. Athens) — селище (англ. village) в США, в окрузі Клейборн штату Луїзіана. Населення — 237 осіб (2020).

## Географія
Ейтенз розташований за координатами 32°39′5″ пн. ш. 93°1′32″ зх. д. / 32.65139° пн. ш. 93.02556° зх. д. (32.651265, -93.025443).  За даними Бюро перепису населення США в 2010 році селище мало площу 5,80 км², уся площа — суходіл.

## Демографія
Згідно з переписом 2010 року, у селищі мешкало 249 осіб у 106 домогосподарствах у складі 69 родин. Густота населення становила 43 особи/км².  Було 140 помешкань (24/км²).
Расовий склад населення:
| - 74,3 % — білих - 22,1 % — чорних або афроамериканців - 0,8 % — корінних американців |

До двох чи більше рас належало 2,8 %. Частка іспаномовних становила 4,8 % від усіх жителів.
За віковим діапазоном населення розподілялося таким чином: 22,1 % — особи молодші 18 років, 63,0 % — особи у віці 18—64 років, 14,9 % — особи у віці 65 років та старші. Медіана віку мешканця становила 41,8 року. На 100 осіб жіночої статі у селищі припадало 102,4 чоловіків;  на 100 жінок у віці від 18 років та старших — 90,2 чоловіків також старших 18 років.
Середній дохід на одне домашнє господарство  становив 55 954 долари США (медіана — 43 333), а середній дохід на одну сім'ю — 69 337 доларів (медіана — 54 000). За межею бідності перебувало 14,1 % осіб, у тому числі 14,8 % дітей у віці до 18 років та 16,7 % осіб у віці 65 років та старших.
Цивільне працевлаштоване населення становило 116 осіб. Основні галузі зайнятості: освіта, охорона здоров'я та соціальна допомога — 18,1 %, виробництво — 12,9 %, будівництво — 12,1 %.